# Барсуки (Могилёвский район)
Барсуки́ — деревня в составе Вендорожского сельсовета Могилёвского района Могилёвской области Республики Беларусь.

## Географическое положение
Ближайшие населённые пункты: Понизов, Гуслище, Копейное.